# Anopheles interruptus
Anopheles interruptus är en tvåvingeart som beskrevs av Puri 1929. Anopheles interruptus ingår i släktet Anopheles och familjen stickmyggor. Inga underarter finns listade i Catalogue of Life.